# شون كونفر
شون كونفر (بالإنجليزية: Sean Conover)‏ هو لاعب كرة قدم أمريكية أمريكي، ولد في 31 يوليو 1984 في بروكتون في الولايات المتحدة.

## وصلات خارجية
- شون كونفر على موقع مرجع كرة القدم المحترفة.كوم (الإنجليزية)